# Lírica tradicional
La lírica tradicional es un género literario  que se transmite verbalmente de generación en generación, cuyos autores nunca han muerto y se han olvidado con el transcurso del tiempo. Comprende las manifestaciones orales anónimas y en verso del género literario lírico que se dan en la fase más primitiva del desarrollo de una cultura: el folklore producido colectivamente por el pueblo.

## Historia
En todas las literaturas el verso precede a las cosas románticas y la lírica a la narrativa o épica. Se discute mucho sobre el posible origen de la lírica castellana. Las primeras manifestaciones son siempre difíciles de encontrar; en el caso de las líricas neolatinas o románicas, las más antiguas son las jarchas, escritas en un mozárabe repleto de arabismos, que datan del siglo X d. C. Posteriormente los poetas del Renacimiento (fray Ambrosio Montesino, Gil Vicente, Juan del Encina) y del Barroco (Lope de Vega, Luis de Góngora, Francisco de Quevedo) entreveraron sus obras, en especial las teatrales y las líricas, de versos tomados de la tradición popular, y místicos como San Juan de la Cruz o Santa Teresa de Jesús usaron a manos llenas de ella en sus poemas. Muchos cantares populares fueron rehechos (contrafacta) a lo divino para convertir la temática de amor profano en temática de amor divino. Posteriormente la atención a la lírica popular sufrió un eclipse hasta que el Romanticismo alemán descubrió el volkgeist o espíritu popular y empezaron a coleccionarse y editarse compilaciones de cuentos populares, leyendas, tradiciones, romances, cantares, baladas etcétera. Se empezaron a estudiar las obras anónimas medievales y surgió la figura del folclorista. Incluso la lírica popular llegó a influir en la culta a través de movimientos estéticos como el Neopopularismo, que impregnó a algunos autores del postromanticismo y de la Generación del 27. En la actualidad, Margit Frenk Alatorre ha recogido lo que queda de la lírica tradicional antigua española en su obra Nuevo corpus de la antigua lírica popular hispánica (siglos XV a XVII). Se usan para representar la cultura tradicional de algún país o región.

## Características
- Transmisión oral. La lírica tradicional se presenta oralmente y se transmite de memoria desde las épocas más antiguas, de generación en generación, de madres y padres a hijos, quienes reelaboran los poemas e incluso los aumentan con piezas nuevas.
- Concisión. El pueblo prefiere las composiciones breves y concisas que se pueden memorizar con facilidad; en el deseo de reducir y eliminar lo superfluo se llega a una condensación e incluso a cierto conceptismo primitivo.
- Sencillez. Fondo y forma son simples y no presenta convencionalismos ni artificios: la canción brota con espontaneidad como expresión de un sentir general.
- Anonimato. Aunque hay un creador inicial, un individuo especialmente dotado que interpreta y expresa el sentir general, la obra se va puliendo y perfeccionando con cada individuo que al recordarla la rehace con algún pequeño cambio; la lírica tradicional se estima sin autor y la comunidad y cualquiera puede disponer de ella a su antojo y modificarla.
- Variantes. A causa de su anonimato y de su transmisión oral y memorística, no existen versiones exclusivas de un poema, sino muchas con distintas variantes en las que pueden cambiar los personajes, mezclarse versos, pasajes, ideas o argumentos (contaminatio) e incluso cambiar los finales de la historia. Un cantar o romance admite infinitas variantes que pueden ser reconocidas.
- Temas muy limitados. Solo se trataban temas como el amor o algunas tradiciones.

## Géneros

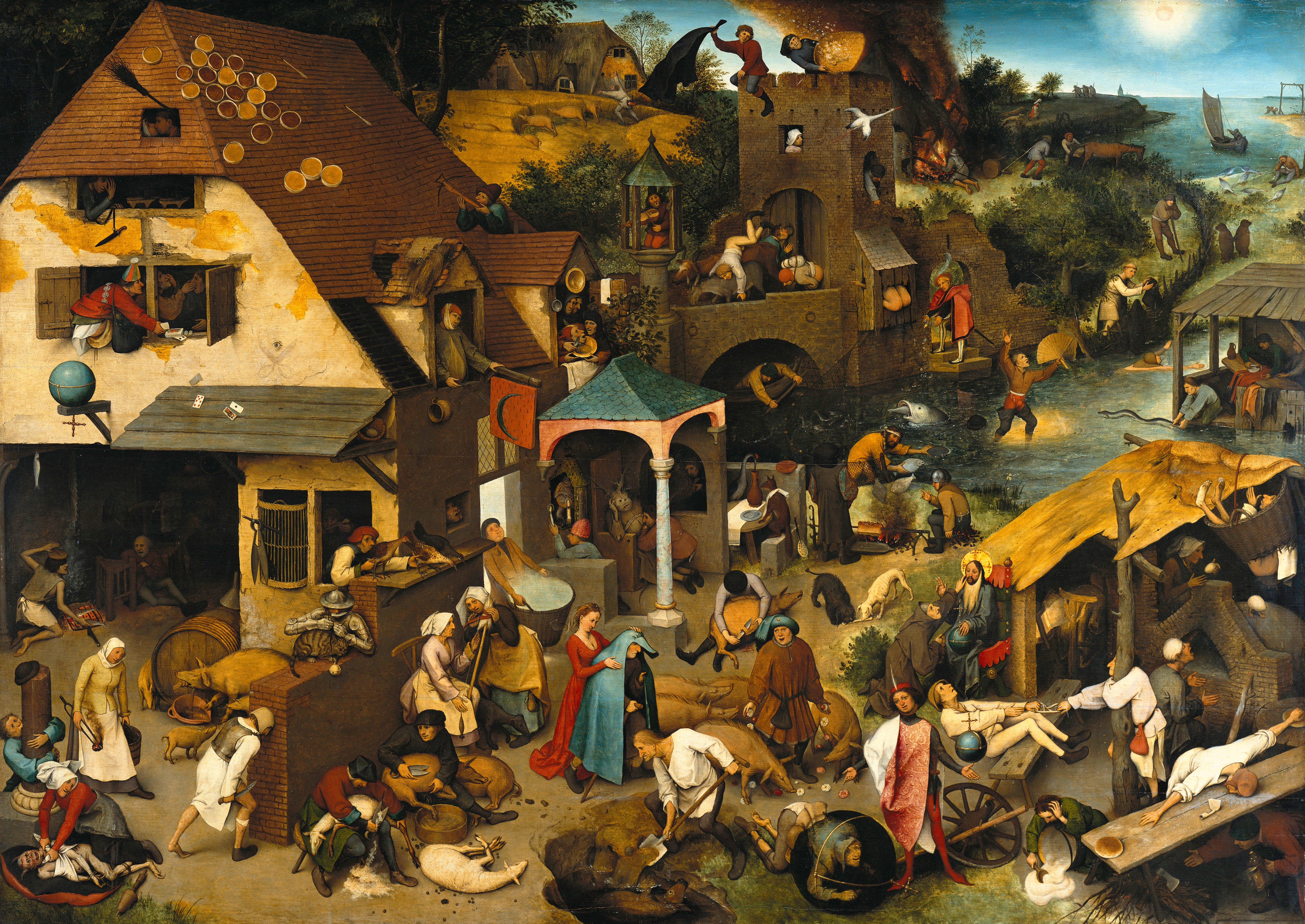
Los proverbios flamencos, cuadro de Pieter Brueghel el Viejo

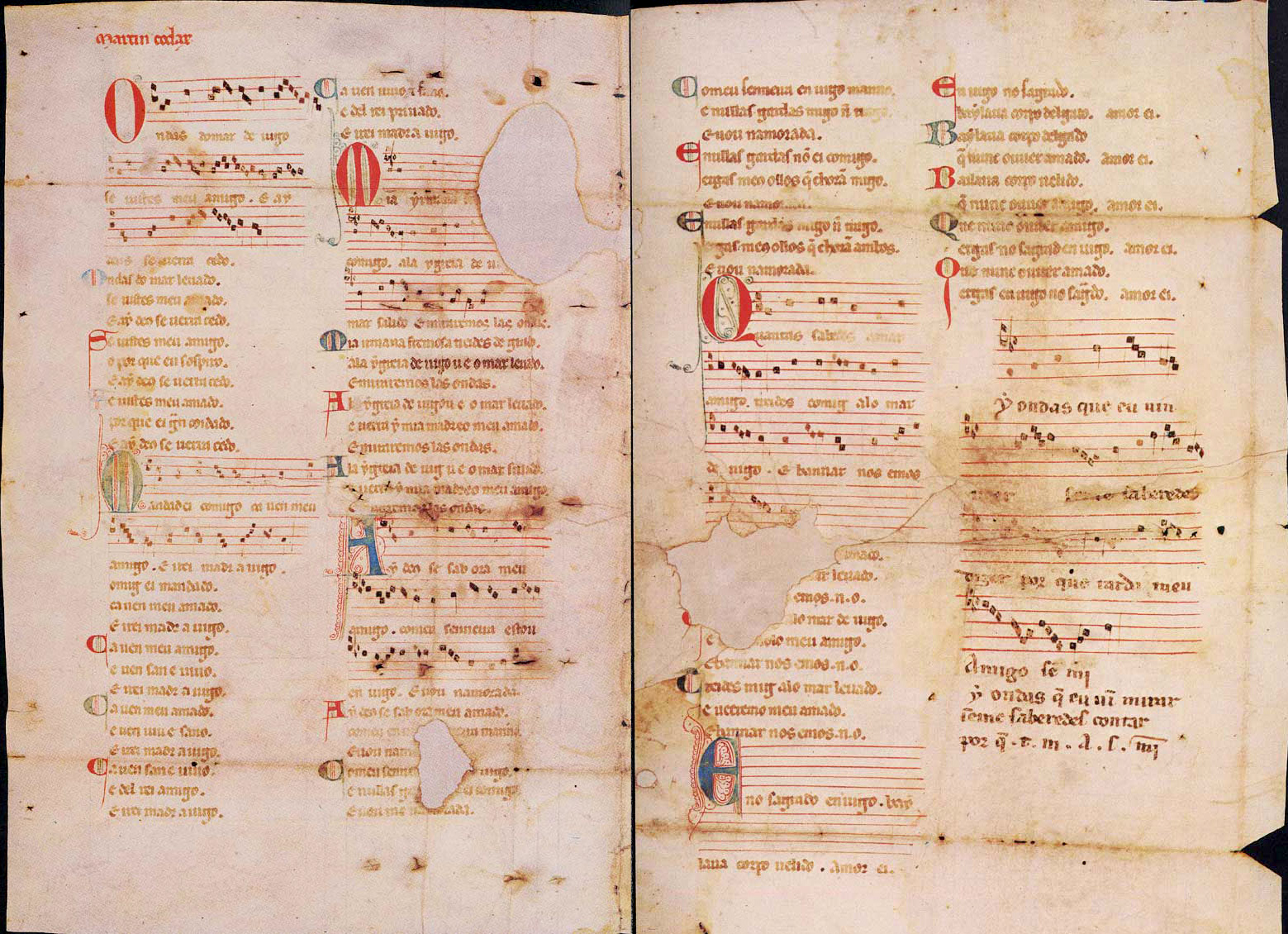
Cantigas de amigo de Martín Codax. Pergamino Vindel
(Pierpont Morgan Library, New York, Vindel MS M979). Las cantigas de amigo son una reelaboración culta de una tradición popular anterior

Entre los diversos géneros literarios a que da lugar la lírica tradicional tenemos:
- Géneros ya desaparecidos: las jarchas, las albas, alboradas, las cánticas de velador, las serranillas, las pastorelas, las baladas, las endechas, las canciones de vela...
- Canciones de trabajo: los cantos de siega, los cantos de siembra, los cantos de viñadores, de espigueo, de volteo, de esquileo, de acarreo...
- Canciones conmemorativas o de fiestas y calendario: las mayas, las marza, las canciones de San Juan, el villancico de Navidad.
- Cantos relacionados con el baile, la danza o la representación: las peteneras, las seguidillas, las boleras, etcétera.
- Canciones líricas puras: los villancicos, las cantigas, el planto o endecha.
- Cantos celebrativos : los cantos de boda, los cantares piadosos.
- Cantos semi-narrativos: los romances, las leyendas en verso.
- Cantos de ruego o de fin práctico: las oraciones, los ensalmos, los conjuros, el romance de ciego.
- Cantos humorísticos y burlescos: la canción picaresca, la canción escatológica, el dómine anticlerical, el chiste, el rasgo de ingenio.
- Cantos didácticos: los refranes, el proverbio, el cuento de animales o fábula.
- Cantos infantiles: nanas, retahílas, aleluyas, adivinanzas, trabalenguas, canciones de corro, rueda y comba, fórmulas para echar a suertes, etcétera.
- Cantos seriados.

## Temas
- Amor: la malmaridada o malcasada, la separación o partida del amante, la tardanza del amado, su ausencia, el insomnio que provoca, el encuentro con el amado (en una fuente, en una iglesia o ermita, en el río, en los álamos, en la orilla del mar), el piropo, picardía o alabanza de la belleza de la amada, el requiebro, la fiesta de amor (por primavera, en San Juan, la romería, la boda...). La niña “namoradica” que rehúsa ser monja, el elogio de la propia belleza, la brutes, los que siembran cizaña entre los enamorados, los celos, los guardas que mantienen separados, el rechazo del matrimonio, la caza de amor.
- Trabajo: las faenas agrícolas, los oficios, la siega, la vendimia, el espigueo, el volteo, el esquileo, el acarreo, las tareas domésticas, las panaderas, las fregoncillas, las hilanderas...
- Burlesco: cantos anticlericales contra los curas, canciones contra las suegras, contra los rivales, contra los pueblos vecinos, contra los abogados, los médicos, los chismosos, los poco virtuosos, etcétera
- Patriótico: cantos en alabanza de los pueblos y las regiones y sus productos (vino, pan, aceite...), sus hombres y mujeres (por su belleza, generalmente), su historia, tradiciones y arquitectura
- Pícaro: erotismo más o menos disimulado, camuflado o simbólico, la coquetería de la mujer, el piropo, el requiebro atrevido, la gracia ingeniosa, la grosería descarada, el orgullo del amado...
- Piadoso: festividad de un santo, vida del santo patrón, milagros, oraciones.
- Humorístico: non sense, bromas, chistes, rasgos de ingenio.
- Mayas: canciones dedicadas al mes de mayo, cuando florecen la primavera y el amor.
- Albas: el amanecer es el momento en el que se despiden los amantes para no ser descubiertos.
- Endechas: canciones fúnebres dedicadas a la muerte de alguna persona.

## Estilo

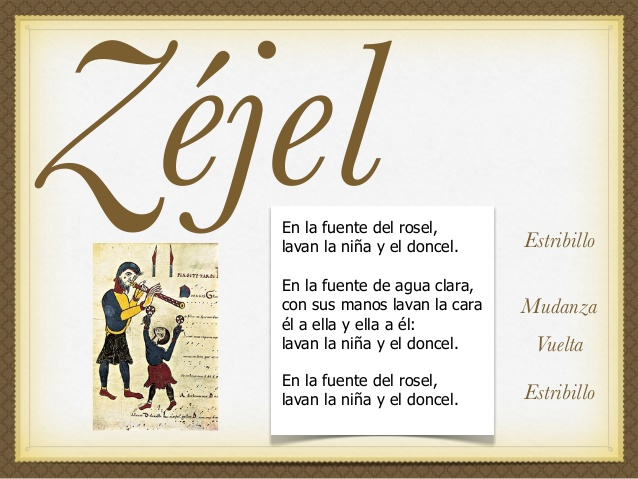
Estructura del zéjel

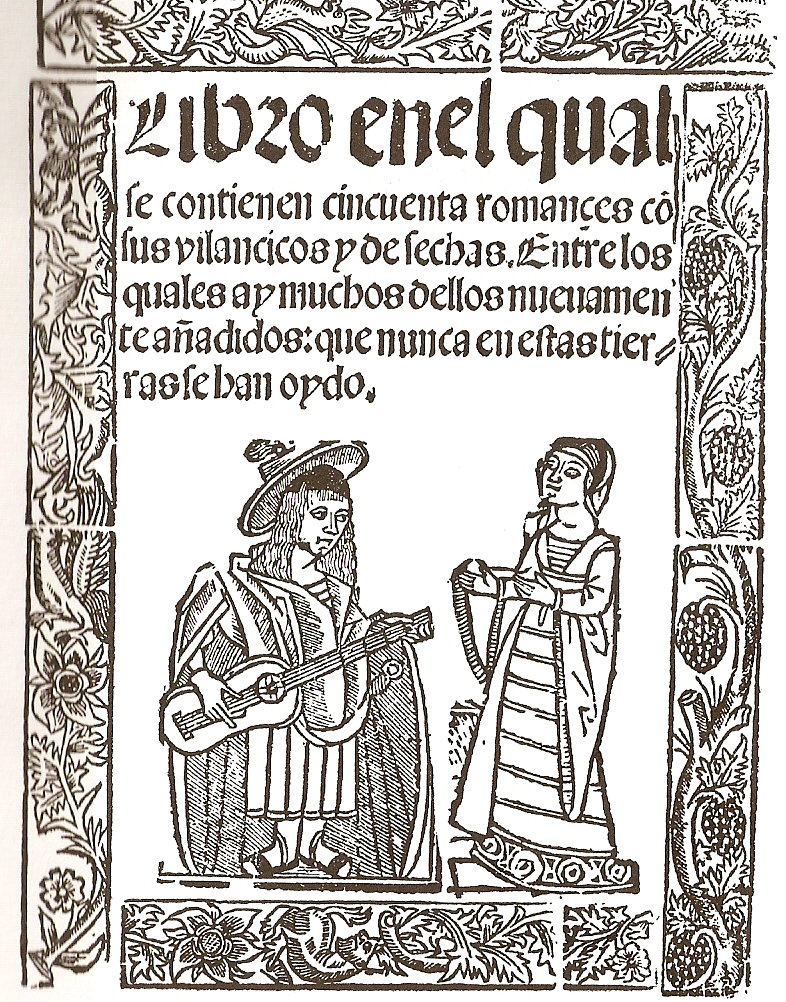
Portada del Libro de los cincuenta romances (c. 1525), primera colección de romances conocida.

La lírica popular tradicional abunda en elementos rítmicos, repeticiones y recurrencias, y alterna dos estructuras diferentes de composición: la paralelística, que recurre al paralelismo sintáctico, al semántico y a veces al leixaprén (lírica galaico-portuguesa), y la zejelesca, de origen arábigo, que parece partir de la alternancia entre un solista y un coro que repite un estribillo o bordón. Son recursos estilísticos comunes el uso de arcaísmos, un primitivo simbolismo, la anáfora, la aliteración, las metáforas simples y los símiles, las exclamaciones, la condensación, el paralelismo, el uso de una rima fácil (en español, la asonante), el uso de estrofas breves como la cuarteta de romance, la soleá, la seguidilla o el pareado, etcétera.

## La lírica hispánica
Desde los tiempos de Juan Antonio de Iza Zamácola en el siglo XVIII y de Antonio Machado Álvarez, Luis Montoto, Eusebio Vasco y otros en el siglo XIX, distintos folcloristas han ido recogiendo la lírica popular. La recopilación más amplia hasta la fecha de lírica popular antigua la ha realizado Margit Frenk, en los dos extensísimos volúmenes de su Nuevo corpus de la antigua lírica popular hispánica (2003) con más de 3.700 composiciones medievales, renacentistas y barrocas y una rigurosa clasificación, crítica y bibliografía, que suceden a su anterior Corpus (Madrid: Castalia, 1987). Entre otras, la Fundación Joaquín Díaz y la Revista de Folklore dan cabida a distintas investigaciones sobre la misma.